# Керестеджиоглу, Филиз
Филиз Керестеджиоглу (тур. Filiz Kerestecioğlu, род. 31 января 1961, Гёльджюк) — турецкая женщина-политик. Член Демократической партии народов.

## Биография
Родилась 31 января 1961 года в Гёльджюке. В 1984 году окончил Юридический факультет Анкарского университета. С 1987 года работала юристом. В 1991-92 годах являлась представителем журнала «Nokta» в Швейцарии, одновременно с этим преподавала там английский и турецкий языки. В 1995 году принимала участие в создании документального фильма «Women Exist», а также написала музыку и слова для одноимённой песни. Участвовала в создании Центра по правам женщин при адвокатской ассоциации Стамбула, а также была секретарём комиссии по внешним связям. В 2004-12 годах была редактором журнала «Современное право» (тур. Güncel Hukuk).

### Политическая карьера
В июне 2015 года была избрана в Великое национальное собрание Турции от Демократической партии народов, в ноябре того же года была переизбрана.
Входит в состав ПАСЕ и занимает пост третьего вице-президента Комитета ПАСЕ по вопросам равенства и борьбы с дискриминацией.
18 апреля 2018 года, вскоре после объявления президентом Турции Реджепом Эрдоганом о переносе даты выборов, в СМИ высказываться мнение, что Керестеджиоглу может стать одним из кандидатов в президенты на будущих выборах. Впрочем, она опровергла этот в тот же день.